# مارکو گیسر
مارکو گیسر (انگلیسی: Marco Gaiser؛ زادهٔ ۱۱ ژانویهٔ ۱۹۹۳) بازیکن فوتبال اهل آلمان است.